# Roger Middlebrook
Roger H. Middlebrook, född 1929 i Huddersfield England, är en brittisk teknisk illustratör, tecknare och målare.
Efter universitetsstudier vid Slade School of Art i London och militärtjänst kom Middlebrook till Sverige 1952. Han bodde först i Linköping där han bland annat medverkade i Östgöta Correspondenten med tuschteckningar. 1957 flyttade han till Göteborg för att arbeta som teknisk illustratör vid Volvo. Han återvände till England 1965 för att arbeta med visualiseringsbilder för en arkitektfirma. Han är medlem i konstgruppen The Guild of Aviation Artists, och har belönats med Society of British Aerospace Companies Trophy för bästa tavla två gånger. 1994 vann han utmärkelsen Wilkinsons Sward för bästa oljemålning med sitt verk föreställande atlantflygarna Alcock och Browns Vickers Vimy på Newfoundland.